# Diplazium crenatoserratum
Diplazium crenatoserratum är en majbräkenväxtart som först beskrevs av Carl Ludwig Blume och som fick sitt nu gällande namn av Thomas Moore.
Diplazium crenatoserratum ingår i släktet Diplazium och familjen Athyriaceae. Inga underarter finns listade i Catalogue of Life.